# Устанак Овена Глендовера
Устанак Овена Глендовера (енгл. Glyndŵr Rising), од 1400 до 1415, био је последњи велики устанак Велшана против енглеске власти.

## Позадина
Хришћанска кнежевина Велс (заправо, током већег дела историје - колекција више мањих кнежевина) на западу Велике Британије одржала се од оснивања у 9. веку под Родријем Великим (844-877) до Луелина Последњег (1246-1282), који је 1267. признао врховну власт енглеског краља, чиме је Велс постао вазална кнежевина Енглеске. Упркос томе, енглески краљ Едвард I је до 1284. покорио читав Велс.
После енглеског освајања, борба Велшана против енглеске доминације прерастала је више пута у устанке (1287, 1294. и 1316). У тим борбама Велшани су се вешто користили великим луком, који су Енглези од њих прихватили, усавршили и касније веома успешно употребљавали, нарочито у стогодишњем рату.

## Устанак
Важна битка 
  Замак са енглеском посадом 
  Замак безуспешно опседнут од Велшана 
  Замак можда освојен од Велшана 
  Замак освојен или окупиран од Велшана (време окупације) 
  Велшки поход 1400 
  Велшки поход 1403 
  Француско-Велшки поход 1405 
  Могућа путања похода 1405 

Овен Глендовер био је потомак старих велшких кнежева, који је желео да поврати независност Велса уз помоћ Француза, који су у то време били заплетени у Стогодишњи рат са Енглеском. Буна је избила у најнезгодније време по Енглеску, у време грађанских немира и буна после свргавања краља Ричарда II (1399) и узурпације војводе Хенрија од Ланкастра, који се прогласио за краља Хенрија IV (1399-1413). Више од десет година су Хенри IV и његов син и наследник, Хенри V (1413-1422) водили рат против устаника, и гонили их по велшким брдима, али све до Овенове смрти (1416) устанак није био потпуно угушен.
Мада су се поједина устаничка упоришта одржала све до 1415, главни период устанка, када су вођене велике битке и опсаде, завршен је већ 1405.